# فینال جام حذفی فوتبال ایران ۱۴۰۱
فینال جام حذفی فوتبال ایران ۱۴۰۱ سی و پنجمین فصل از رقابت‌های جام حذفی ایران است.این مسابقه در ۷ اردیبهشت ۱۴۰۱ بین نساجی مازندران و آلومینیوم اراک در ورزشگاه آزادی تهران برگزار شد.
در ابتدا قرار بود فینال در تاریخ فوق در ورزشگاه یادگار امام تبریز برگزار شود. اما اعتراض دو باشگاه به دلیل فاصله قائم‌شهر و اراک تا تبریز باعث شد تصمیم سازمان لیگ تغییر کند. پس از اعتراض رسمی و کتبی دو باشگاه نساجی و آلومینیوم، این اعتراضات توسط سازمان لیگ فوتبال ایران (با دستور وزیر ورزش، حمید سجادی) مورد بررسی قرار گرفت و آن‌ها اعلام کردند که درخواست آن‌ها که برای برگزاری بازی فینال در ورزشگاه آزادی بوده است پذیرفته شده.

## تیم‌ها
| تیم            | شهر     | حضورهای قبلی در فینال |
| -------------- | ------- | --------------------- |
| آلومینیوم اراک | اراک    | نداشته                |
| نساجی مازندران | قائم‌شهر | نداشته                |

## جزئیات
| آلومینیوم اراک | ۰–۱ | نساجی مازندران  |
| -------------- | --- | --------------- |
|                |     | مهرداد عبدی ۵۸' |

| داور: محمدحسین زاهدی‌فرد کمک داور: یعقوب حجتی هادی طوسی داور چهارم: مرتضی منصوریان | قوانین مسابقه: - ۹۰ دقیقه - در صورت لزوم ۳۰ دقیقه وقت اضافه - در صورت مساوی ماندن، ضربات پنالتی - یازده بازیکن نیمکت‌نشین - حداکثر پنج تعویض در وقت عادی و یک تعویض دیگر در وقت اضافه |

در آن بازی ۷۰/۰۰۰ تماشاگر در ورزشگاه آزادی حضور داشتند که ۵۵ هزار نفر تماشاگران تیم نساجی بودند
و ۱۵ هزار نفر هم از تماشاگران تیم آلومینیوم اراک بودند.

## نگارخانه
تعداد تماشاگران:

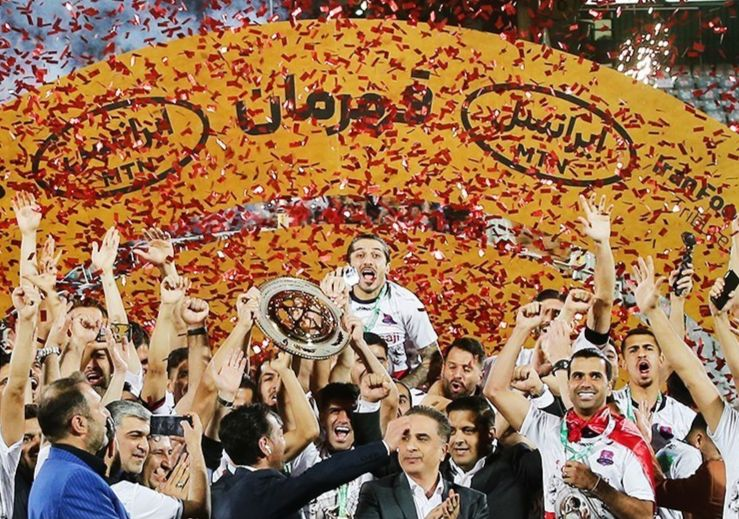
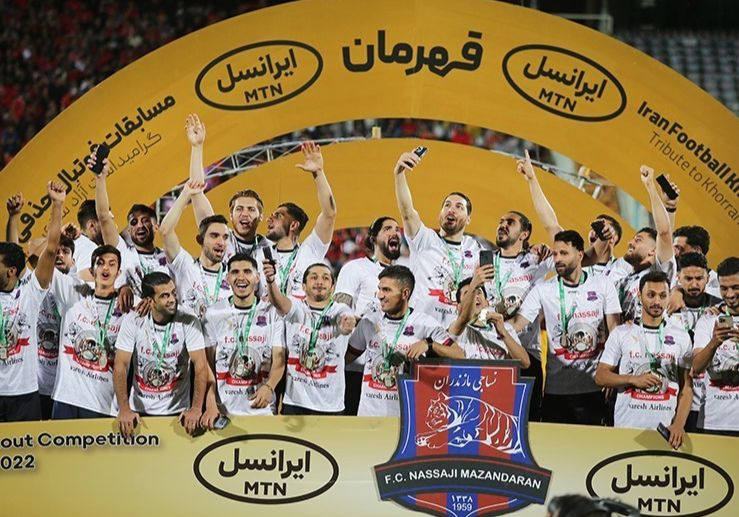
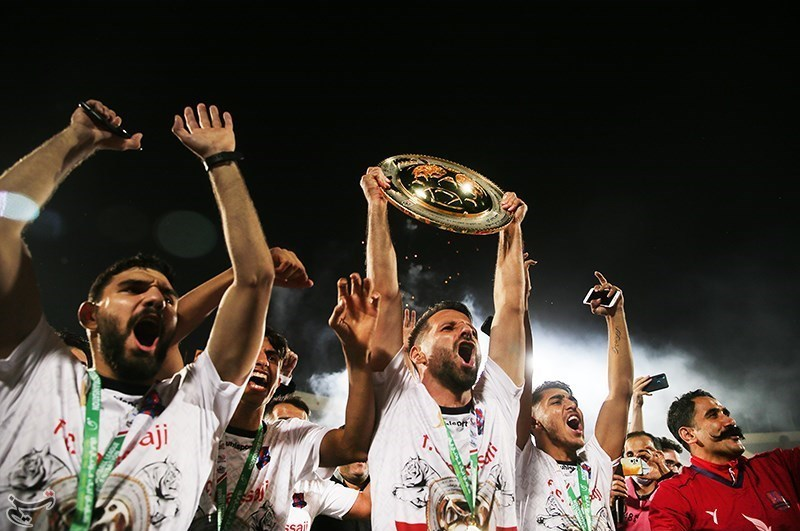
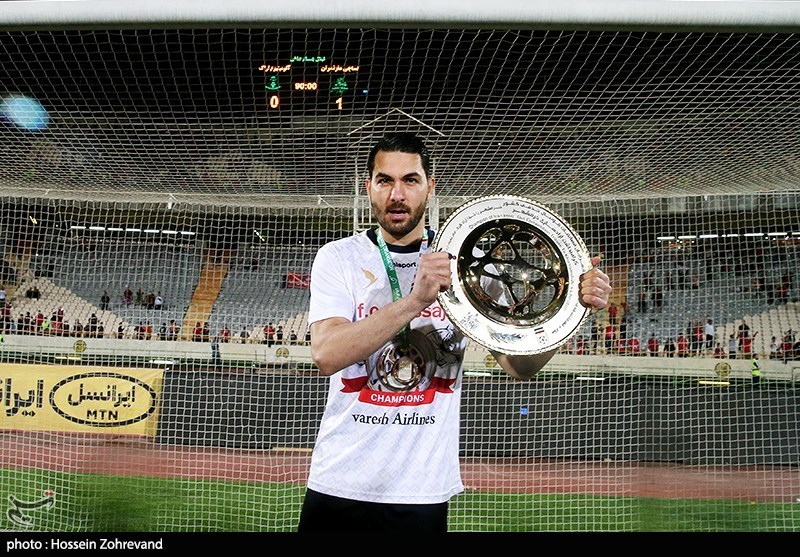
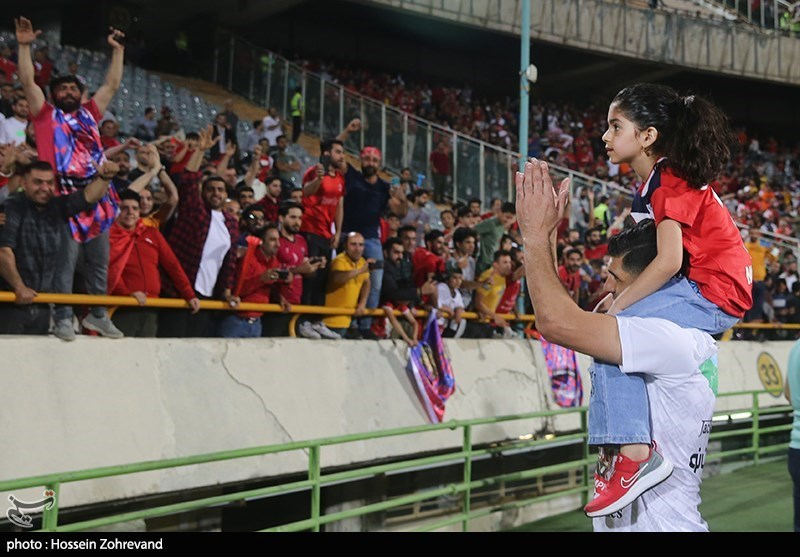
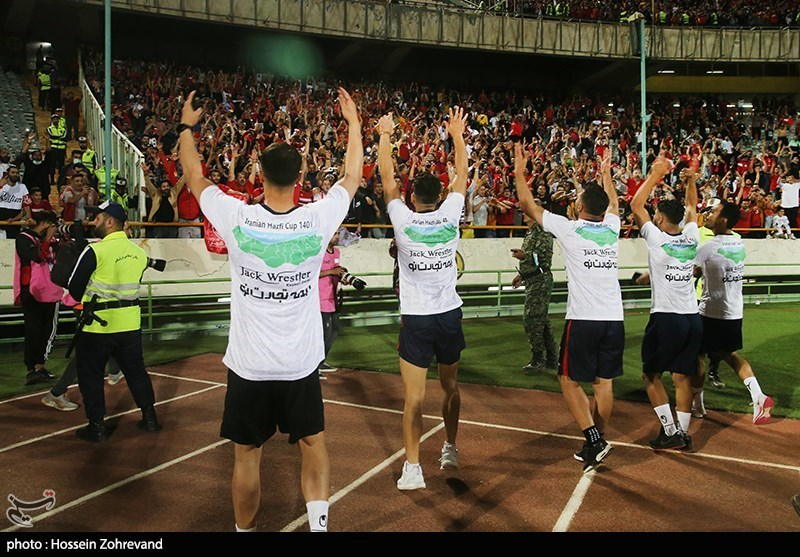
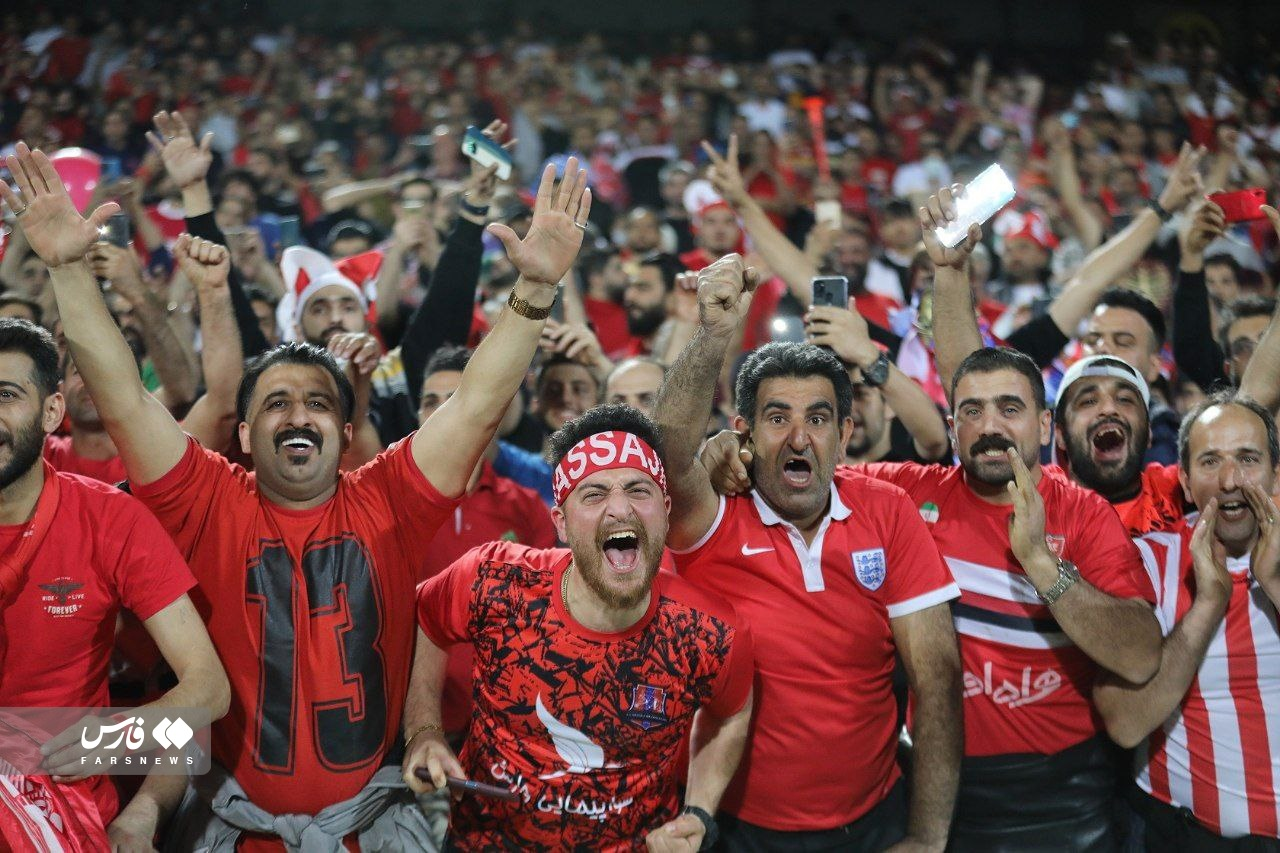
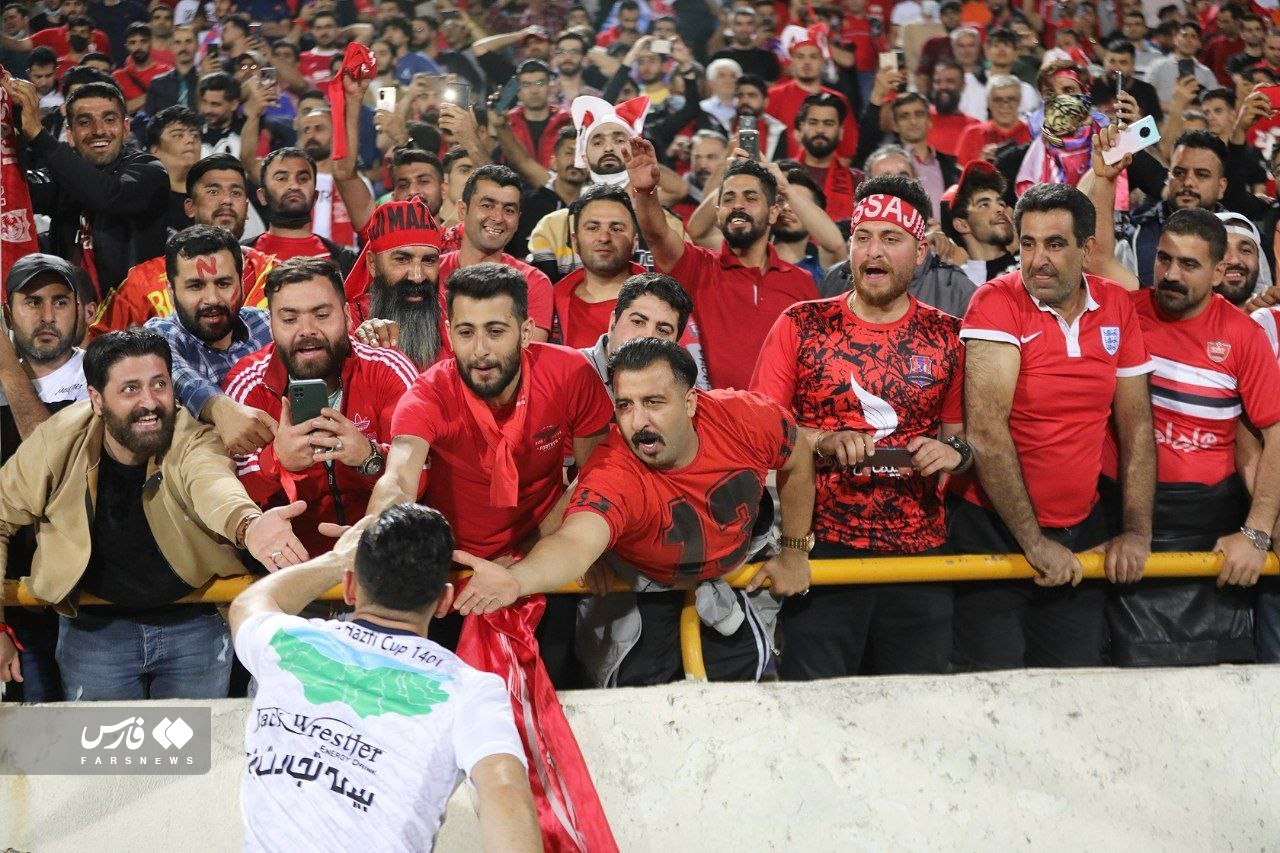
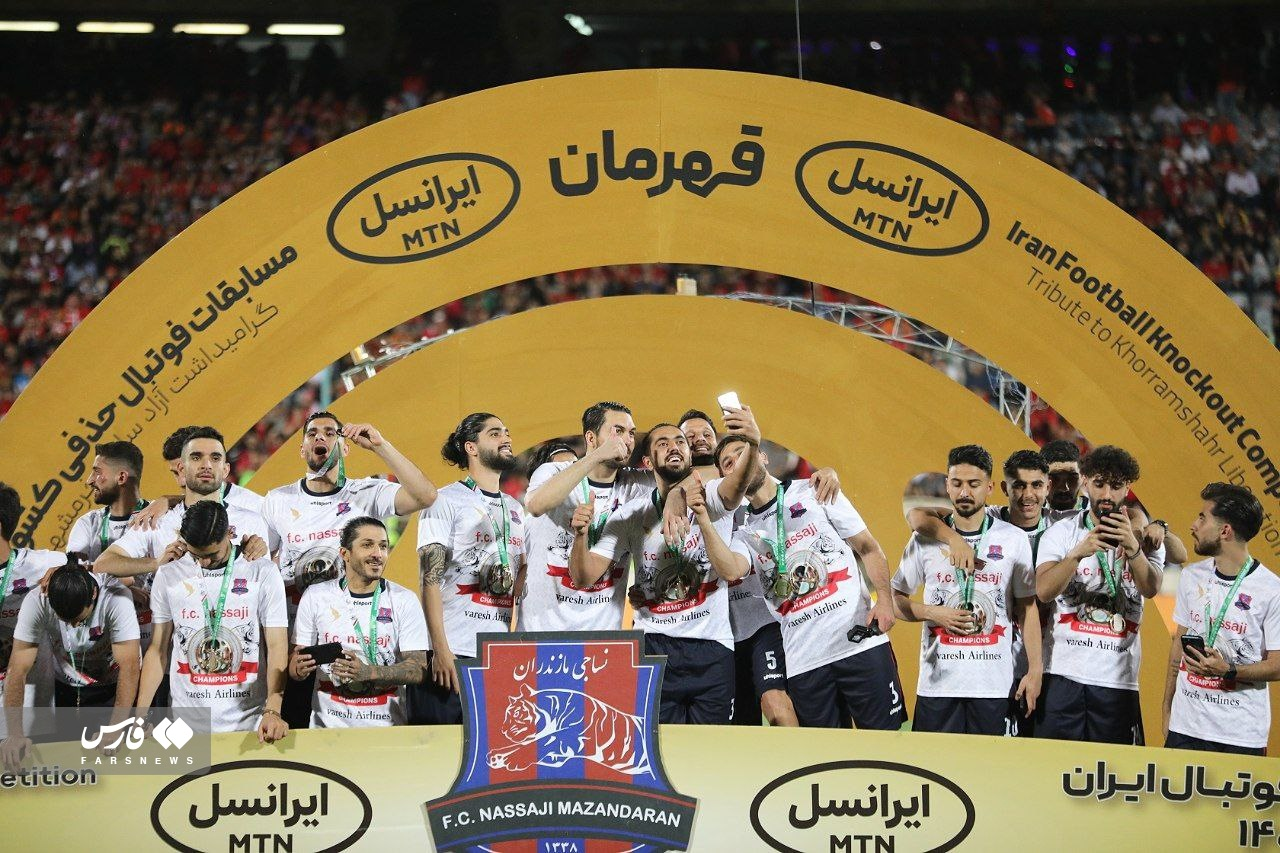
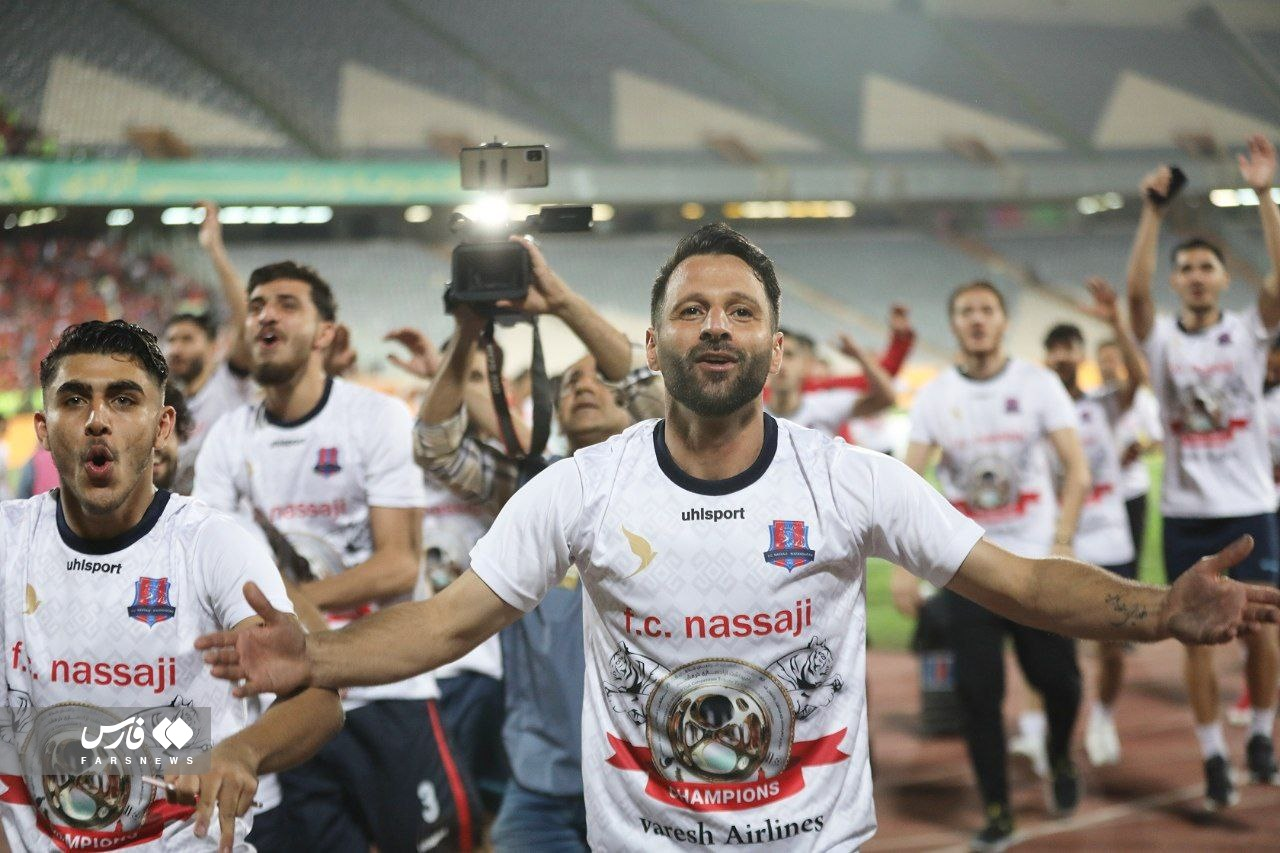
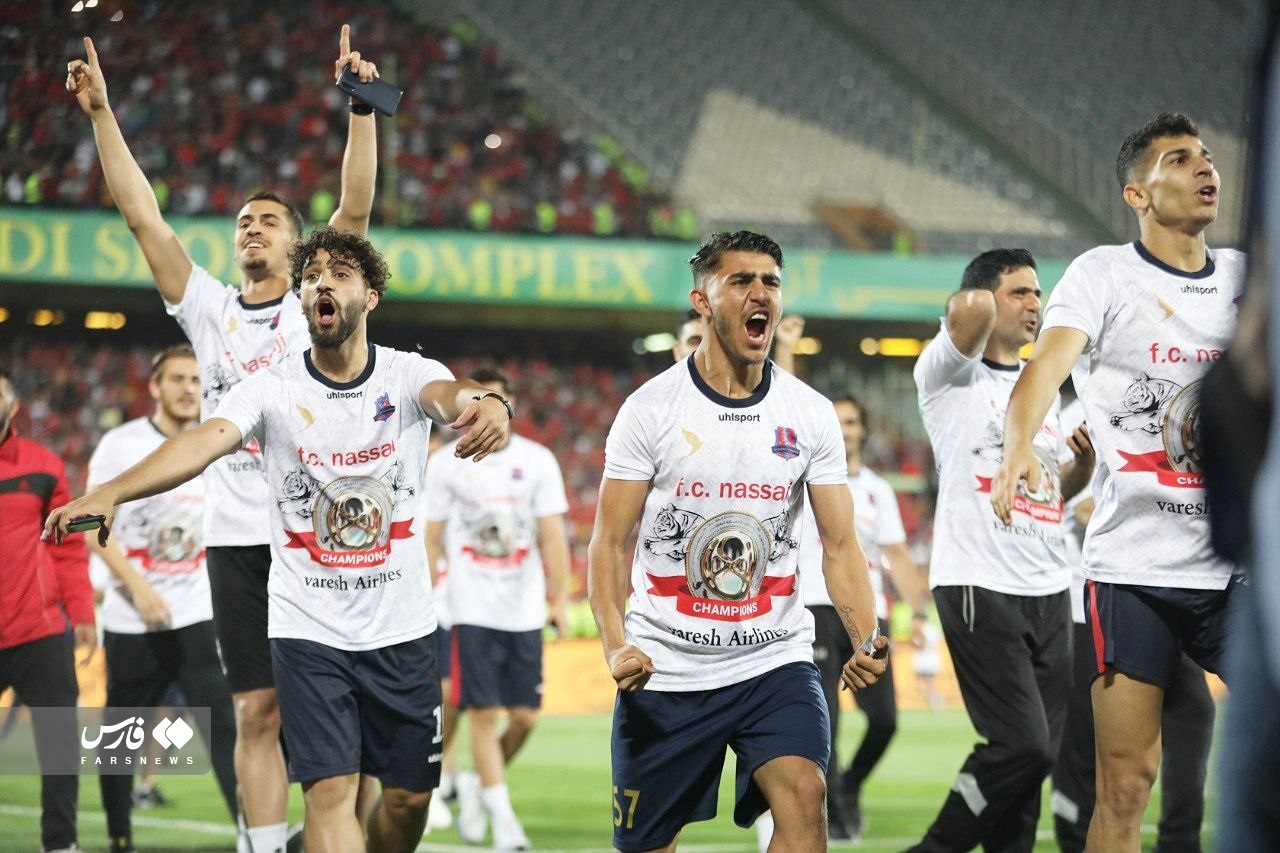
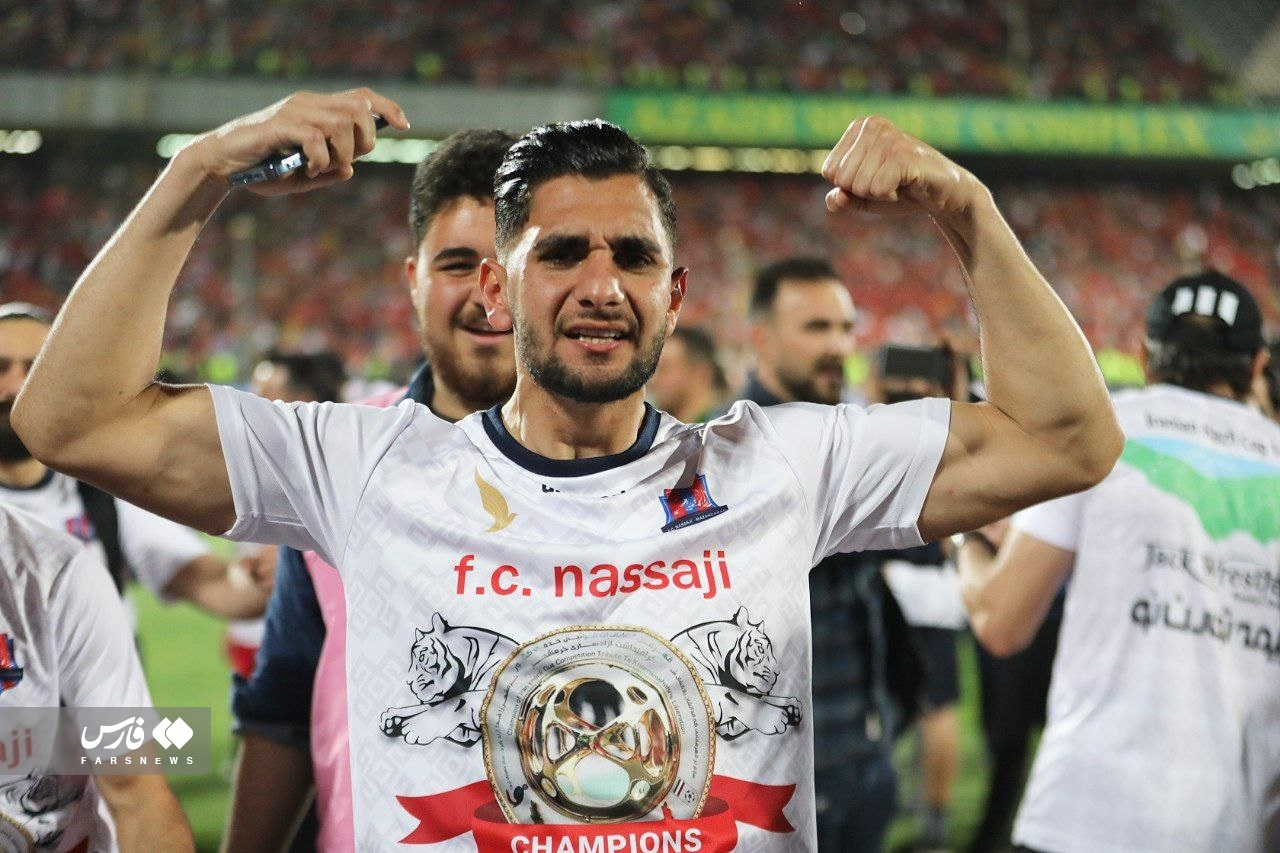
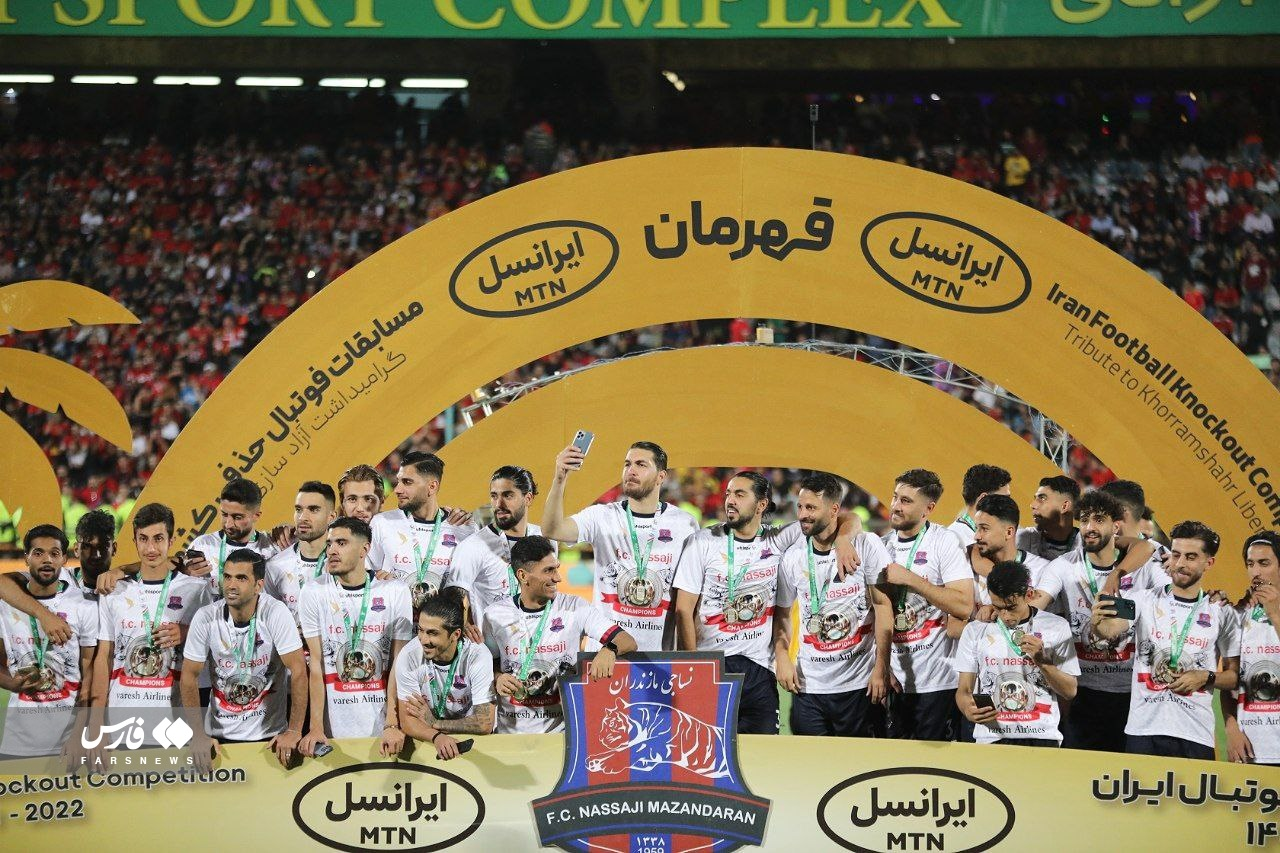
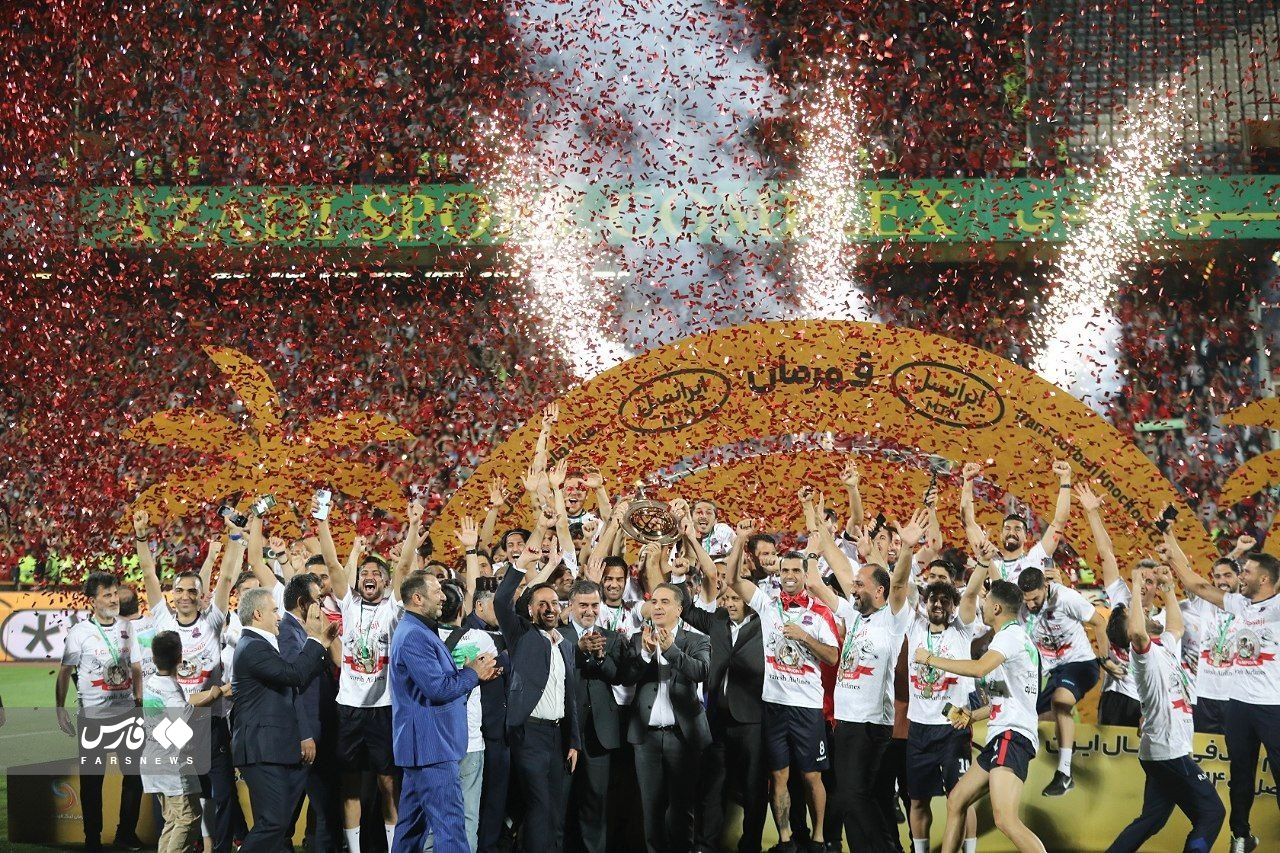
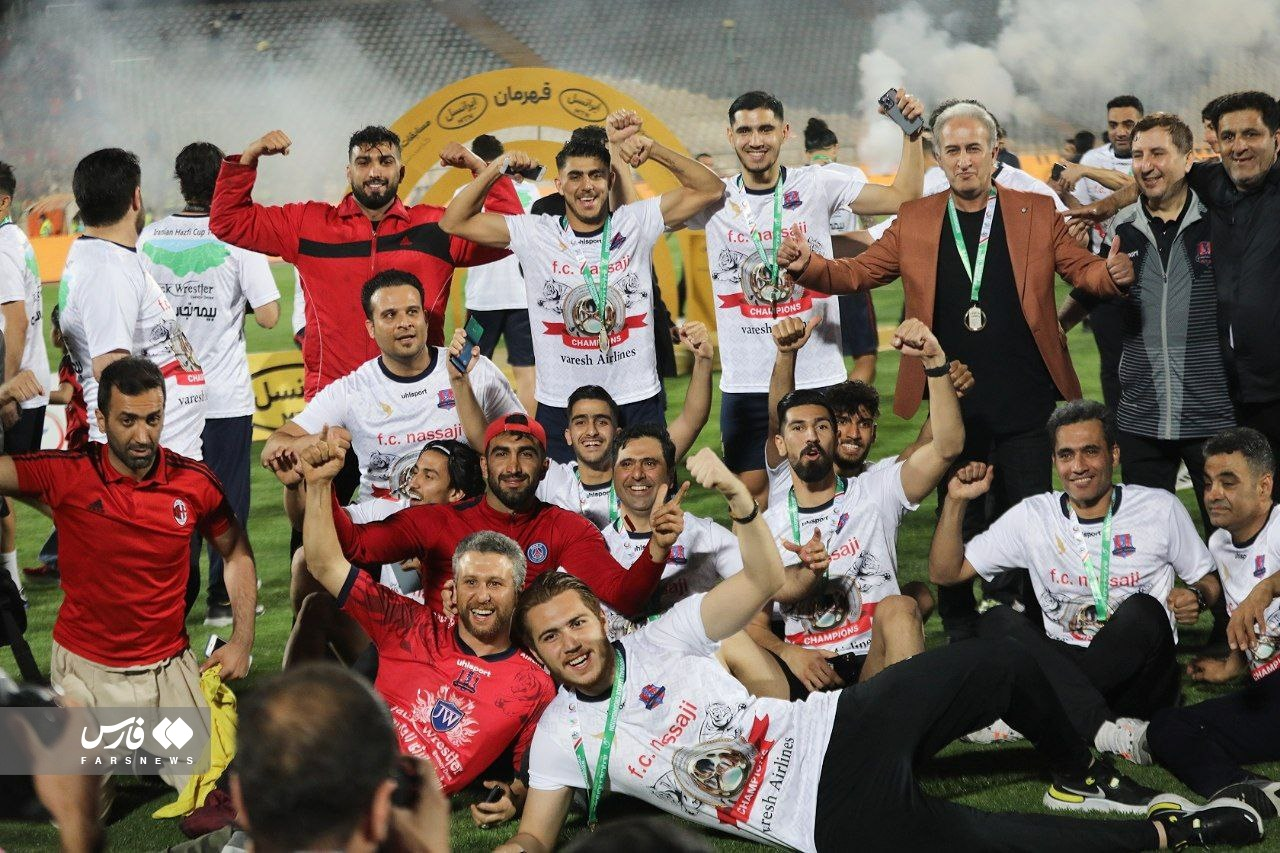
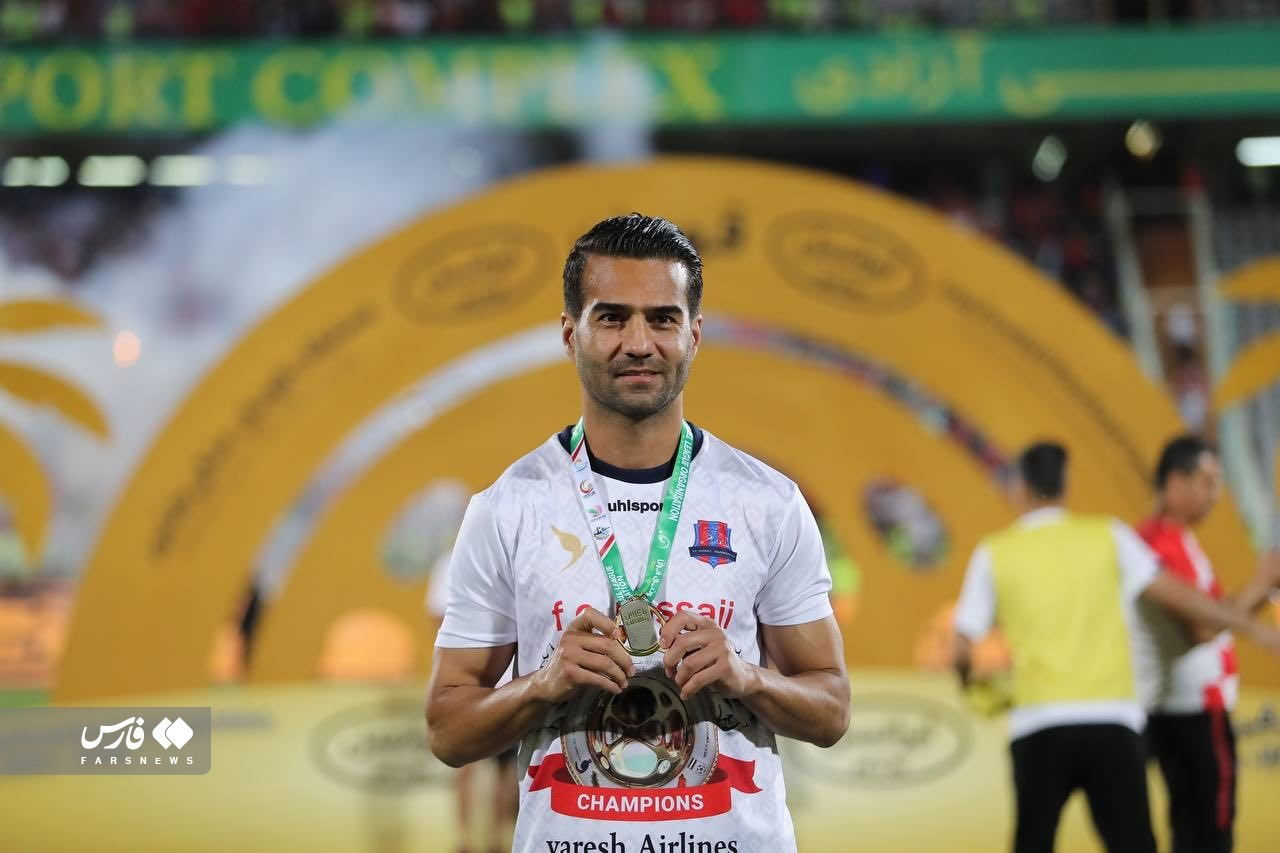
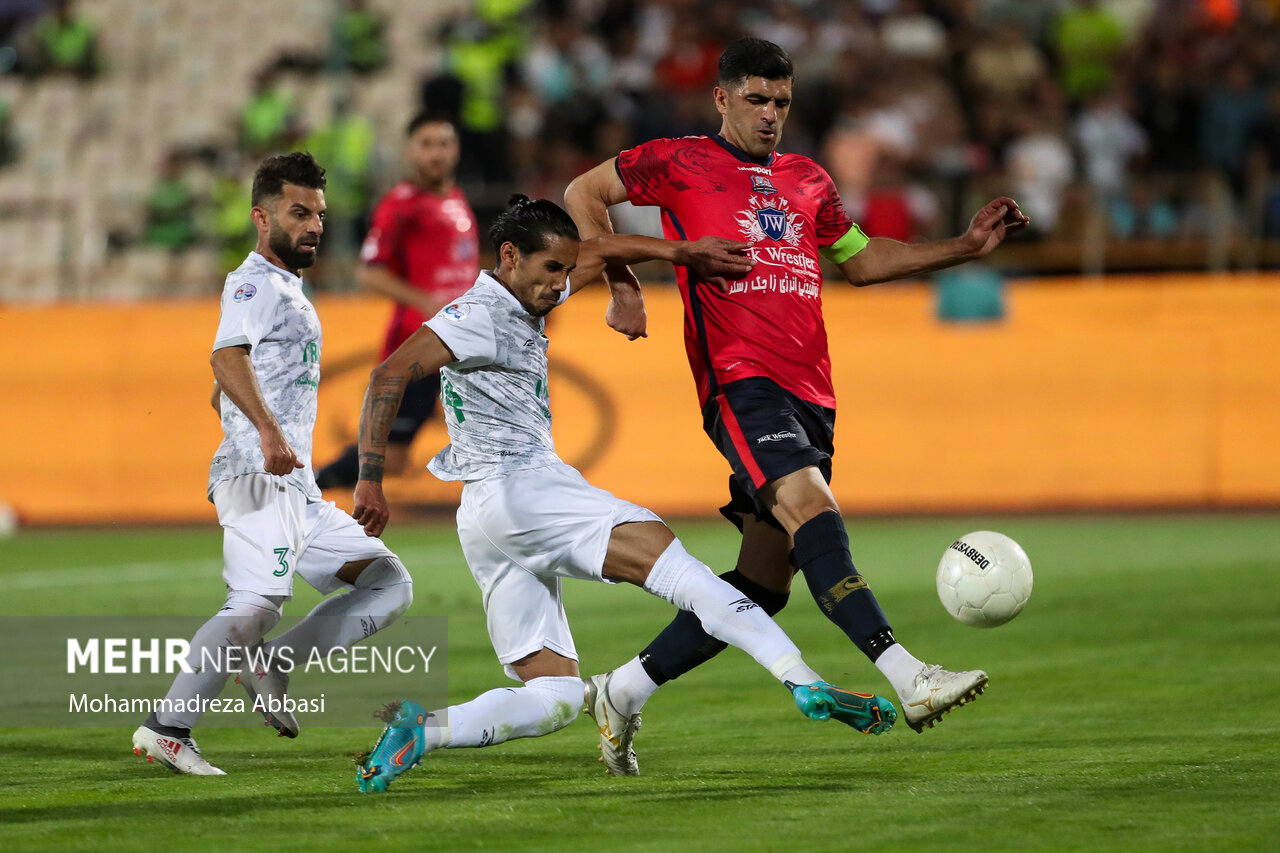
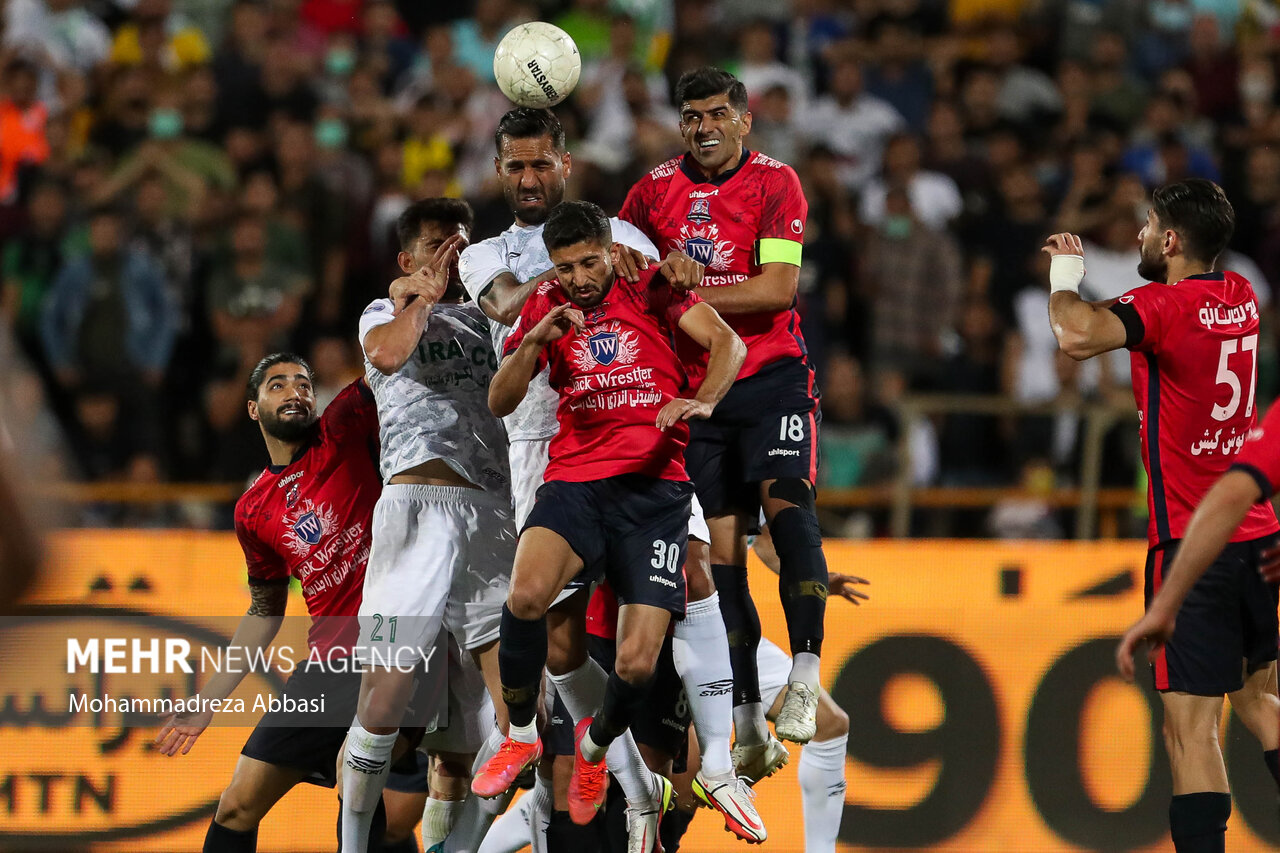
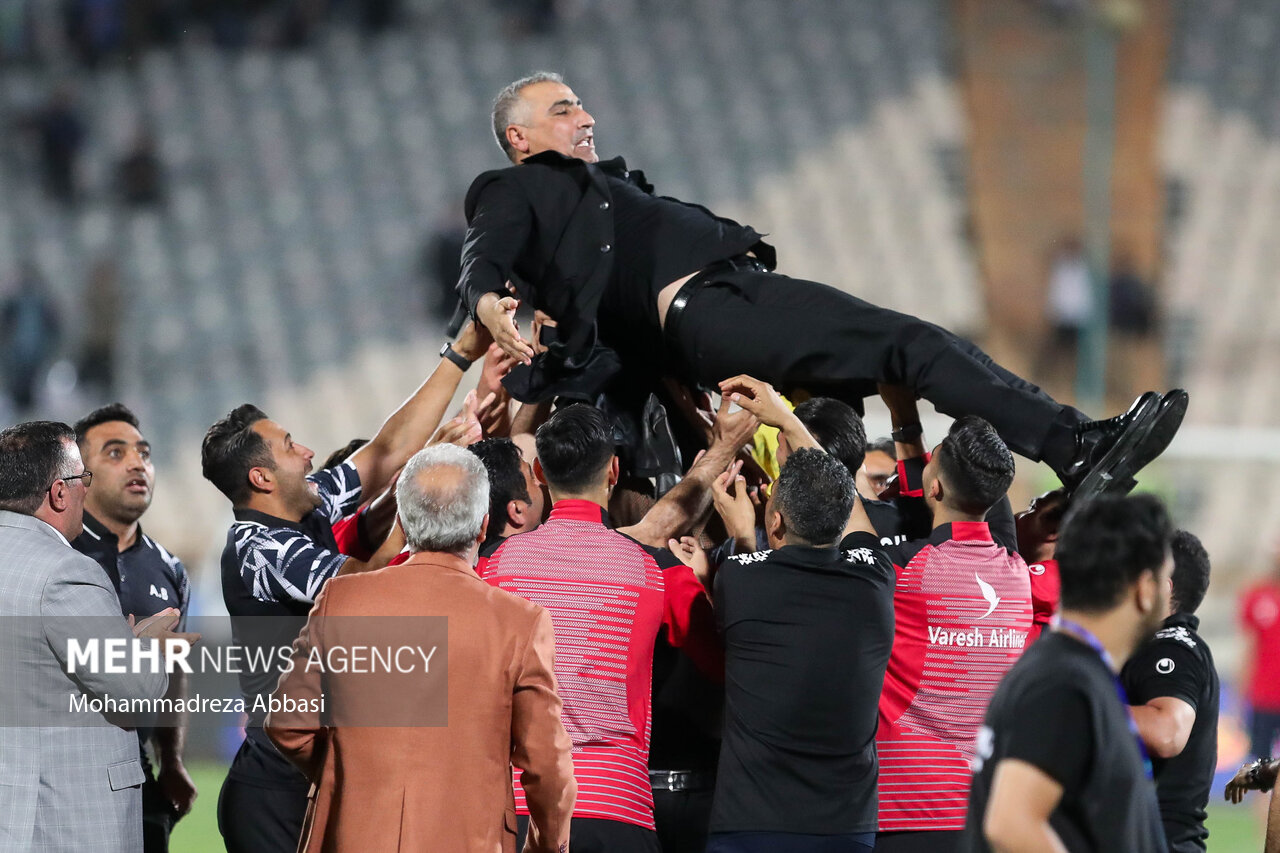
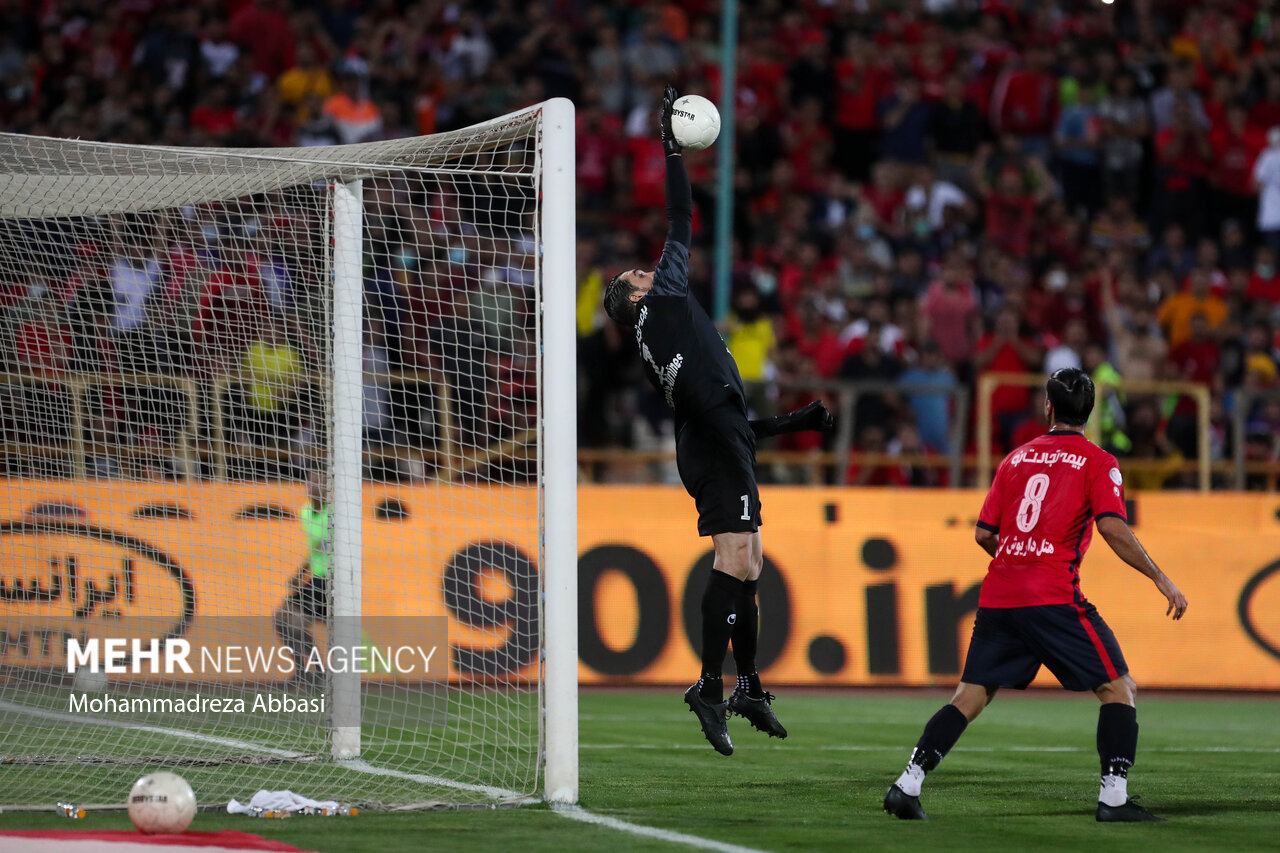

در آن بازی ۷۰/۰۰۰ تماشاگر در ورزشگاه آزادی حضور داشتند که ۵۵/۰۰۰ نفر تماشاگران تیم نساجی مازندران بودند.
و ۱۵/۰۰۰ نفر از تیم آلومینیوم اراک بودند.